# Лозовский, Виктор Изотович
Виктор Изотович Лозовский (1922—1977) — Гвардии старшина Рабоче-крестьянской Красной Армии, участник Великой Отечественной войны, Герой Советского Союза (1945).

## Биография
Виктор Лозовский родился в 1922 году в Москве. После окончания начальной школы работал в Перми. В марте 1943 года Лозовский был призван на службу в Рабоче-крестьянскую Красную Армию. С августа 1944 года — на фронтах Великой Отечественной войны. К январю 1945 года гвардии старшина Виктор Лозовский командовал орудием танка 49-й гвардейской танковой бригады 12-го гвардейского танкового корпуса 2-й гвардейской танковой армии 1-го Белорусского фронта. Отличился во время освобождения Польши.
15-25 января 1945 года экипаж Лозовского участвовал в освобождении городов Гощин, Блендув, Любень и Ходеч, уничтожив 5 миномётов, 7 пулемётов и 9 блиндажей противника. 20 января 1945 года во время боёв за освобождение Радзеюва экипажем Лозовского было разгромлено 2 батареи противотанковой артиллерии.
Указом Президиума Верховного Совета СССР от 27 февраля 1945 года гвардии старшина Виктор Лозовский был удостоен высокого звания Героя Советского Союза с вручением ордена Ленина и медали «Золотая Звезда».
После окончания войны Лозовский был демобилизован. Вернулся в Москву. Скончался 16 июня 1977 года.
Был также награждён орденом Красной Звезды и рядом медалей.